# 宾巴·吉格吉德
宾巴·吉格吉德（1945年2月5日—）蒙古后杭爱省扎尔嘎朗图县人，蒙古国政治人物。

## 生平
1969年，自苏联斯维尔德洛夫斯克州乌拉尔工学院（Urals Polytechnic）毕业，成为供热工程师。1969年至1975年，在中央动力分配系统工作，成为总工程师。1975年至1984年，任乌兰巴托市热力网经理。此后至1990年任公有经济和服务部副部长，随后暂任工业和服务业促进协会（Society for the Promotion of Industry and Services）主席，1990年9月至1992年8月任燃料和动力部部长。1992年当选为蒙古人民革命党中央委员会委员。1992年8月3日，继续被第一届国家大呼拉尔任命为燃料和动力部部长，但他并不是国家大呼拉尔委员。1994年1月，在政府改组中，他的部与地质和矿产资源部合并，成立动力地质和矿产部，他任部长。
2000年8月9日，他被任命为恩赫巴亚尔内阁的基础设施发展部部长。